# Eupithecia muscula
Eupithecia muscula là một loài bướm đêm trong họ Geometridae.